# Ascensor El Peral
El ascensor El Peral es uno de los 16 ascensores que existen en la ciudad de Valparaíso, Chile. Inaugurado el 7 de diciembre de 1901, conecta la Plaza de Justicia —frente a la Plaza Sotomayor— en el plan de la ciudad, con el Paseo Yugoslavo, ubicado en el Cerro Alegre. Fue declarado Monumento Nacional de Chile, en la categoría de Monumento Histórico, mediante el Decreto Exento n.º 866, del 1 de septiembre de 1998.

## Historia

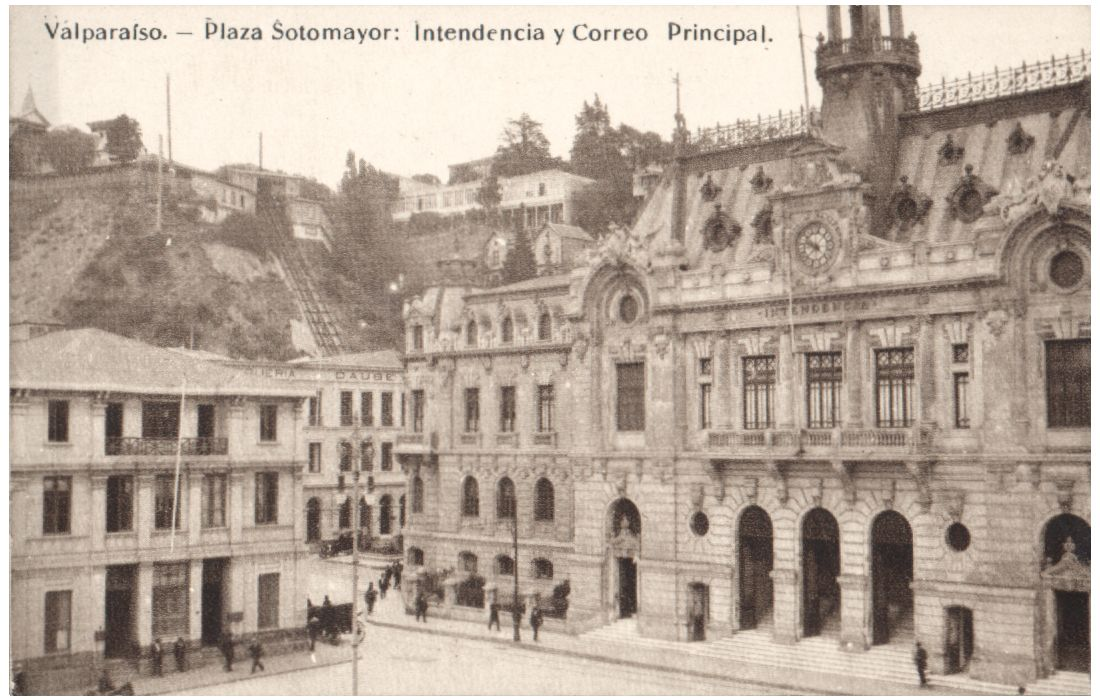
Antigua postal de la Plaza Sotomayor, con la Intendencia, el edificio de correos, y el ascensor al fondo.

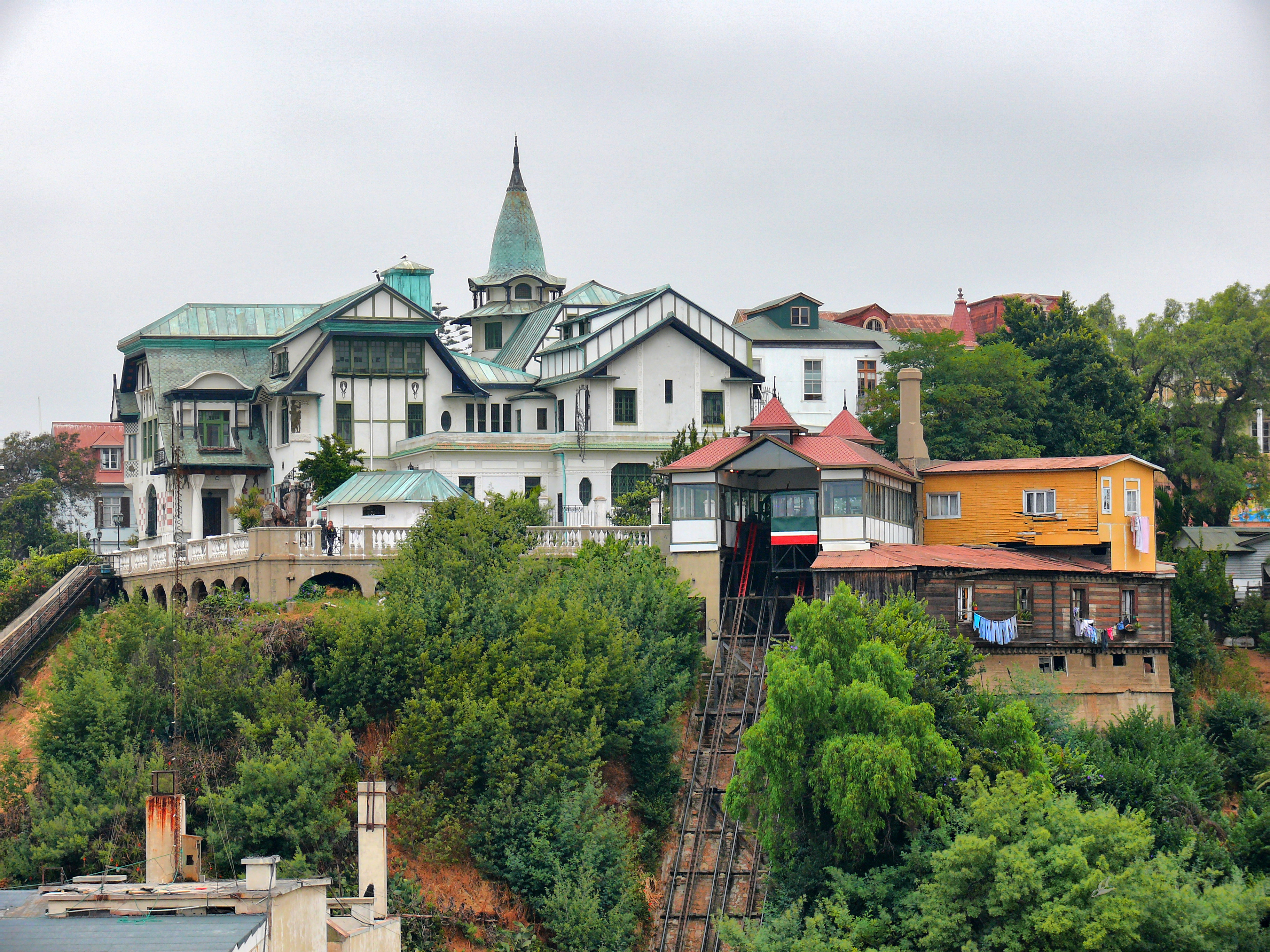
Vista de la estación alta del ascensor El Peral, en el Cerro Alegre. En sus cercanías se divisa el Palacio Baburizza.

Fue inaugurado el 7 de diciembre de 1901, siendo sus iniciadores y ejecutores principales Fernando Edwards y Juan Naylor. El primer propietario del ascensor fue la Sociedad Ascensor Cerro Alegre, pasando años después definitivamente a manos de la Municipalidad de Valparaíso. Este ascensor fue el primero de la ciudad en contar con un motor a vapor.
El ascensor El Peral fue ampliamente utilizado por las colonias extranjeras que habitaban el Cerro Alegre y el Cerro Concepción, al igual que los otros dos ascensores que conectan el plan de Valparaíso con esos cerros, los ascensores Concepción y Reina Victoria.
El año 2012 el ascensor estuvo paralizado cerca de un mes y medio, debido a una falla mecánica en el motor, por lo que tuvo que ser reparado y reinstalado, sumado a un remozamiento de sus dos estaciones. fue recuperado completamente a través del Programa Puesta en Valor del Patrimonio de la Subsecretaría de Desarrollo Regional y Administrativo.
Luego de cerrar el 1 de junio de 2015, para una recuperación integral, fue reabierto en septiembre de 2016, incluyendo además en su nivel superior una sala de exposiciones.

## Descripción
La estación inferior se encuentra en la plaza de Justicia, frente a la plaza Sotomayor, y la superior, en el paseo Yugoslavo del cerro Alegre, donde se ubica el Palacio Baburizza, sede del Museo Municipal de Bellas Artes de Valparaíso; el ascensor da a la fachada por la que se entra a este.
El largo total de la trama vertical es de 55 metros y llega a una cota de 40 metros, con una pendiente de 45,2 grados y un desnivel de 39 metros.